# Give Me Your Soul... Please
Give Me Your Soul...Please dvanaesti je studijski album danskog heavy metal glazbenika Kinga Diamonda. Diskografska kuća Metal Blade Records objavila ga je 26. lipnja 2007. Koncept i naslovnica albuma temelje se na slici pod nazivom "Oči moje majke". Crna mačka prikazana na albumu temelji se na mački Kinga Diamonda, Magic. Posljednji je album na kojem je svirao basist Hal Patino, koji je iz sastava otpušten 2014. godine.
U izdanju za srpanj/kolovoz britanskog metal magazina Zero Tolerance, King je razradio temu albuma, budući da je to priča o dvoje mrtve djece, koje je ubio njihov otac, povezujući svoju priču s njim. Izjavio je da su veliki utjecaj imali slučajevi roditelja koji su ubili svoju djecu, a zatim i sebe, navodeći takav incident koji se dogodio u Dallasu četiri dana prije intervjua. Igrom slučaja, glazbeni spot za pjesmu "Give Me Your Soul" također je objavljen dan nakon vrlo popularnog Chrisa Benoita o dvostrukom ubojstvu i samoubojstvu.

## Povijest
U početku, sestra i brat čekaju u zagrobnom životu. Brat treba ići u pakao, pa sestra odluči pronaći drugu dušu za njega kako bi je mogao pratiti u raj ("The Dead"). Ona odlazi u kuću u Neverending Hillu (beskrajni brijeg), gdje King Diamond živi sa svojom crnom mačkom imenom Magic ("Neverending Hill"). Djevojka ga pokušava kontaktirati za pomoć, ali ga samo uspijeva progoniti ("Is Anybody Here?", "Black of Night"). Kako tama raste, predmeti se kreću sami od sebe, svjetla trepere ("Shapes of Black"), a temperatura pada do razine smrzavanja ("Cold as Ice"), a progoni ih duh bez tijela samo s glavom ("The Floating" Head"), King koristi crnu magiju da kontaktira djevojku ("The Cellar", "Pictures in Red"). Otkriva da je njezin otac sjekirom sjekao njezinog brata, poprskavši je svojom krvlju, a zatim ju ugušio prije nego što je pucao sebi u glavu. "Thirteen Judges" (Trinaest sudaca) pogrešno misle da je brat počinio samoubojstvo, pa ona treba pronaći dušu bez grijeha za njega ("Give Me Your Soul"). Ona želi Diamondovu dušu, ali budući da ga vidi punog grijeha kad ga pogleda, on je moli da ode i pronađe drugu dušu prije izlaska sunca (The Girl in the Bloody Dress"). Djevojka odlučuje doći u "OVU kuću" (THIS house) (podrazumijeva posjet domu slušatelja) ("Moving On").

## Popis pjesama
Tekstovi i glazba: King Diamond, osim gdje je navedeno drugačije. 
| 1.    | »The Dead«                     |               | 1:56 |
| 2.    | »Never Ending Hill«            | Andy LaRocque | 4:36 |
| 3.    | »Is Anybody Here?«             |               | 4:12 |
| 4.    | »Black of Night«               | LaRocque      | 4:00 |
| 5.    | »Mirror Mirror«                |               | 4:59 |
| 6.    | »The Cellar«                   | LaRocque      | 4:30 |
| 7.    | »Pictures in Red«              | LaRocque      | 1:27 |
| 8.    | »Give Me Your Soul«            | LaRocque      | 5:28 |
| 9.    | »The Floating Flood«           | LaRocque      | 4:46 |
| 10.   | »Cold as Ice«                  |               | 4:29 |
| 11.   | »Shapes of Black«              |               | 4:22 |
| 12.   | »The Girl in the Bloody Dress« |               | 5:07 |
| 13.   | »Moving On«                    |               | 4:06 |
| 53:58 |                                |               |      |

## Recenzije
Pjesma "Never Ending Hill" bila je nominirana za nagradu Grammy 2008. za najbolju metal izvedbu, ali je izgubila od "Final Six" Slayera  Album je završio na 174. mjestu na Billboard 200 ljestvici. Album se pojavio na finskoj ljestvici na 25. mjestu i švedskoj na 28. mjestu.
Za "Give Me Your Soul" snimljen je glazbeni spot. Prikazujući Kinga i njegove kolege iz sastava kao duhove, govori priču o djevojčici i njezinom bratu koje je ubio otac. Premijerno je prikazan na MTV-jevom Headbanger's Ballu u srijedu, 27. veljače 2008.

## Zasluge
| King Diamond - King Diamond – vokal, prosukcija, miks, inženjer zvuka - Andy LaRocque – gitara, produkcija, miks inženjer zvuka - Mike Wead – gitara - Hal Patino – bas-gitara - Matt Thompson – bubnjevi Dodatni glazbenici - Livia Zita – dodatni vokal - Elias Holmlid – dodatne klavijature | Ostalo osoblje - Simon Johansson – snimanje (gitare Mikea Weada) - Håkon Grav – fotografije (uživo) - Michael Johansson – fotografije - J.T. Longoria – produkcija, inženjer zvuka - Gary Long – mastering - Brian J Ames – dizajn, umjetnički smjer - Teemu Vedenoja – naslovnica albuma |